# Silabarul Bété
Silabarul Bété este un sistem de scriere creat pentru scrierea limbii bété din Coasta de Fildeș (țară din Africa) în anii ’50 de artistul Frédéric Bruly Bouabré.
Silabarul constă în aproximativ 440 de pictograme, care reprezintă scene din viață și care stau la baza cuvintelor monosilabice ale limbii bété. Bouabré a creat acest sistem de scriere pentru a ajută populația bété să-și citească propria limbă.